# Mark Indelicato
Mark Indelicato (Philadelphia, Pennsylvania, 16 juli 1994) is een Amerikaanse acteur. Hij speelt onder andere de rol van Justin Suarez in Ugly Betty.
Indelicato werd geboren in Philadelphia. Hij volgde een opleiding aan The Actors Center in zijn geboortestad en studeert aan de Dupree School of Music in Linwood. Hij begon te acteren op zijn achtste bij het Walnut Street Theater en is vaak te zien in Amerikaanse reclamespotjes en was ook te zien in enkele andere shows, tot hij de rol kreeg van Justin in Ugly Betty.

## Filmografie
- Illegal Superman (2008)
- Ugly Betty (2006 - 2010)
- The Suite Life of Zack & Cody
- Chappelle's Show (2004)
- Hack (2003)
- Disposal (2003)